# 沙沟乡 (西吉县)
沙沟乡，是中华人民共和国宁夏回族自治区固原市西吉县下辖的一个乡镇级行政单位。

## 行政区划
沙沟乡下辖以下地区：
沙沟村、叶家河村、中口村、叶家沟村、陶堡村、顾家沟村、大寨村、东庄村、东沟村、桃包村、满寺村和阳庄村。